# Дунаевский, Фёдор Леонидович
Фёдор Леони́дович Дунае́вский (род. 14 июня 1969, Москва) — советский, российский и израильский актёр.

## Биография
Родился 14 июня 1969 года в Москве. Прадед — архитектор. Дед — профессор истории. Отец — биофизик. Родители развелись, когда Фёдору было четырнадцать лет. Учился в школе № 875, где занимался в театральной студии. Несколько раз его выгоняли из школы, а после очередной драки поставили на учёт в инспекции по делам несовершеннолетних. В возрасте четырнадцати лет работал в детском саду дворником. Учился в медицинском училище № 37, по окончании которого работал фельдшером скорой помощи. Увлекался шахматами и биатлоном.
Попал в кино случайно. Его одноклассница Анастасия Немоляева отнесла фотографии нескольких своих одноклассников на пробы в «Мосфильм» в актёрский отдел. Фёдора пригласили на пробы и затем предложили главную роль в фильме «Курьер» (1986) Карена Шахназарова.
Во время приезда Арнольда Шварценеггера и Тома Круза в Москву[когда?]

 Фёдор Дунаевский был их экскурсоводом по «Мосфильму».
В 1991 году репатриировался в Израиль, играл в Тель-авивском Камерном театре. Работал на радио, озвучивал сериалы. Снялся в сериале «Молодёжь Тель-Авива». Работал моделью у дизайнера Дорона Ашкенази (Тель-Авив, Израиль).
В 1993—1995 годах вернулся в Москву, обучался на режиссёрском факультете ВГИКа (мастерская Сергея Соловьёва, Валерия Рубинчика).
В 1996—2000 годах жил в Италии. Организовал фирму, специализирующуюся на грузовых перевозках. Открыл её филиалы в Казахстане и на Украине. Закрыв бизнес в 2001 году, открыл продюсерский центр «Калитка».
Несколько раз возвращался в Россию, снимался в сериалах.
В 2016—2017 годах занимался музыкой, создав коллектив «Banda Dunaevsky». В нём был вокалистом, а музыкантами — «Бурлеск-Оркестр» Валентина Петриченко. Группа исполняла репертуар на итальянском языке — «Blue Canary», «Tu vuò fa l’americano», «Criminal Tango», «Quando Quando Quando» и другие песни.
В 2017 году Дунаевский сыграл роль банковского клерка в клипе группы «СерьГа» «Приметы».

### Личная жизнь
Несколько раз[сколько?] был женат. Имеет пятерых детей. В 2006 году родился сын Степан, который пишет рэп.

## Фильмография
| Год  |   | Название                       | Роль                                                                     |
| ---- | - | ------------------------------ | ------------------------------------------------------------------------ |
| 1986 | ф | Курьер                         | Иван Мирошников                                                          |
| 1987 | ф | Перед большой дорогой на войну | Спиридон                                                                 |
| 1988 | ф | Дорогая Елена Сергеевна        | Витёк Шевченко                                                           |
| 1988 | ф | Трое отважных                  | Имя персонажа не указано                                                 |
| 1991 | ф | Небеса обетованные             | Андрей, сокурсник Жанны, свидетель на свадьбе                            |
| 1991 | ф | Волшебник-скрипач              | Имя персонажа не указано                                                 |
| 1992 | ф | Молодёжь Тель-Авива            | Имя персонажа не указано                                                 |
| 1993 | ф | Маэстро с ниточкой             | «Шериф», криминальный предводитель подростков (в титрах не указан)       |
| 2012 | с | Грач                           | Евгений Карасёв, сын вдовы генерала Карасёва (10-я серия)                |
| 2012 | с | Топтуны                        | Альберт Тихонович Саврасов, чиновник префектуры (эпизод «Потёртый Янус») |
| 2016 | с | Казаки                         | Алексей Михайлов                                                         |
| 2017 | с | Морозова                       | Сергей Маркович Измайлов, пластический хирург (эпизод «Цена красоты»)    |

## Признание
Дунаевский за исполнение главной роли Ивана Мирошникова в своём дебютном фильме «Курьер» (1986) был близок к получению нескольких наград, однако не получил их. Так:
- На заседании жюри Московского международного кинофестиваля 1987 года председатель жюри Роберт Де Ниро хотел присудить Дунаевскому «Приз за лучшее исполнение мужской роли», но Георгий Данелия наложил вето на данное решение[15]. Сам фильм получил «Специальный приз жюри» на конкурсе полнометражных художественных фильмов данного фестиваля[16][17].
- В 1988 году по версии читателей журнала «Советский экран» Дунаевский занял четвёртое место в конкурсе на звание «Лучший актёр года», а «Курьер» был выбран «Лучшим фильмом 1987 года»[18].